# Summacanthium
Summacanthium is een geslacht van spinnen uit de familie Cheiracanthiidae.

## Soorten
- Summacanthium androgynum Deeleman-Reinhold, 2001
- Summacanthium storki Deeleman-Reinhold, 2001